# Feinoptiker

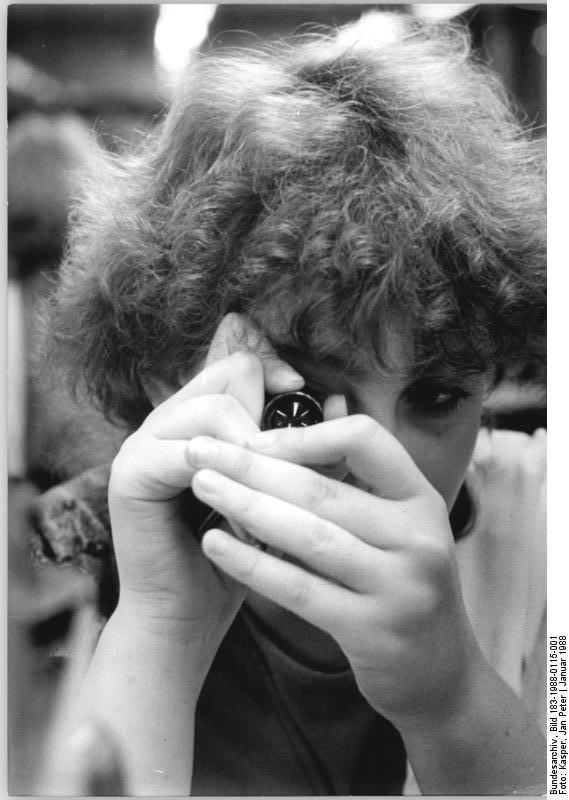
Eine Feinoptikerin bei der Arbeit

Ein Feinoptiker (Schweiz: Feinwerkoptiker) ist ein Spezialist zur Bearbeitung optisch wirksamer Flächen. Das Schleifen und Polieren von Linsen, Glasplatten und Prismen gehört ebenso zum Tätigkeitsbereich des Ausbildungsberufes wie die Kontrolle und Beschichtung optischer Flächen. Es wird sowohl Handarbeit als auch Computer-aided manufacturing (CAM) eingesetzt.

## Aufgaben und Tätigkeiten
Für optische Geräte wie Fernrohre und Feldstecher, Lichtmikroskope und Lupen, Projektionsgeräte, medizinische Diagnostik-Geräte und Astro-Objektive fertigen Feinoptiker Bauteile wie Linsen, Prismen, plan- und rundoptische Bauelemente. Dabei verarbeiten sie Glas und Acrylglas sowie andere optisch wirksame Materialien wie Kristalle, Kunststoffe und Metalle.
Aus Glasblöcken stellen sie zunächst sogenannte Rohlinge her, die sie dann – ebenso wie speziell erzeugten Glasguss – in die gewünschte Form schleifen. Anschließend polieren sie die Rohlinge, wodurch die Oberflächen der geschliffenen Optiken transparent werden. Sie zentrieren die hergestellten Linsen, das heißt, sie richten die Linsen nach der optischen Achse aus. Fertig geschliffene Linsen, Prismen oder Planglasplatten vergüten sie durch Beschichten, Entspiegeln bzw. Verspiegeln der Oberflächen. Um die erforderliche Exaktheit ihrer Produkte zu gewährleisten, kontrollieren sie die Arbeit während und nach jedem Bearbeitungsschritt zum Beispiel mit Koordinatenmessgeräten, Lasern und Interferometern.
Für ihre Arbeit setzen Feinoptiker numerisch gesteuerte Maschinen (CNC) bzw. CAM-Produktionsanlagen ein, die sie auch fachgerecht einrichten. Sie überwachen den Produktionsablauf, stellen bei Störungen die Ursache fest und beheben diese bzw. veranlassen deren Behebung. Obwohl ein großer Teil der Arbeiten maschinell durchgeführt werden kann, ist für viele Arbeitsgänge immer noch Handarbeit erforderlich.
Feinoptiker arbeiten in der handwerklichen oder industriellen Herstellung von optischen oder feinmechanischen Erzeugnissen, von Erzeugnissen der Mess-, Regel- und Nachrichtentechnik, von Foto- und Projektionsgeräten sowie im Großhandel mit optischen Erzeugnissen. Hier sind sie in Werkstätten, Hallen und Labors tätig.

## Ausbildung

### Deutschland
Feinoptiker ist ein anerkannter Ausbildungsberuf nach dem Berufsbildungsgesetz (BBiG) und der Handwerksordnung (HwO). Er ist keinem Berufsfeld zugeordnet.
Der Monoberuf wird ohne Spezialisierung nach Fachrichtungen oder Schwerpunkten in Industrie und Handwerk angeboten.
Die Ausbildungszeit beträgt 3,5 Jahre.
Gesetzliche Grundlage ist die Verordnung über die Berufsausbildung zum Feinoptiker und zur Feinoptikerin (Feinoptikerausbildungsverordnung - FeinOAusbV).

### Österreich
In Österreich ist Feinoptiker ein Lehrberuf mit 3,5-jähriger Lehrzeit. Österreichische Lehrlinge erhalten wie in Deutschland eine Duale Ausbildung an Berufsschulen und in Betrieben der feinoptischen Industrie bzw. bei Augenoptikern. Der verwandte Lehrberufe des Augenoptikers kann mit verkürzter Lehrzeit absolviert werden. Die erfolgreich abgelegte Lehrabschlussprüfung ist die Voraussetzung für die Weiterqualifizierung zum Meister. In Österreich ermöglicht die Lehrabschlussprüfung außerdem den Zugang zur Berufsmatura (Berufsreifeprüfung) und in Folge zu weiteren Höherqualifizierungen, z. B. an Fachhochschulen.

### Schweiz
In der Schweiz ist Feinwerkoptiker ein Lehrberuf mit 4-jähriger Lehrzeit. Lernende in der Schweiz erhalten wie in Österreich und Deutschland eine duale Ausbildung an Berufsfachschulen und in Betrieben der optischen Industrie. Der erfolgreiche Abschluss der Lehrabschlussprüfung wird mit dem Eidg. Fähigkeitszeugnis „Gelernte/r Feinwerkoptiker/in“ bzw. „Feinwerkoptiker/in EFZ“ bestätigt. Abhängig von den schulischen Leistungen kann während der Grundausbildung die Berufsmaturitätsschule besucht werden.